# 山下新太郎 (外交官)
山下 新太郎（やました しんたろう、1932年7月29日 - ）は、日本の外交官。

## 人物
東京都生まれ。東京都立青山高等学校、東京大学法学部を経て1958年に外務省に入省。入省同期に、斎藤邦彦、近藤豊、股野景親、英正道（駐伊大使）、市岡克博（駐葡大使）、斎木俊男（駐ギリシャ大使）、黒河内久美（公取委員、駐フィンランド大使）、佐藤嘉恭（官房長、駐中国大使）など。
駐ポーランド大使、外務省研修所所長、駐韓国大使などを歴任し、1998年1月に外務省を辞職。その後、1998年3月から2002年2月まで財団法人交流協会台北事務所代表を務めた。　

## 主な職歴
- 1958年 外務省入省
- 1982年1月　駐西ドイツ公使
- 1983年10月　外務省北米局審議官
- 1985年2月　駐タイ公使
- 1988年1月　外務省情報調査局長
- 1990年1月　駐ポーランド大使
- 1993年12月　外務省研修所長
- 1994年7月　駐韓国大使
- 1998年1月　外務省辞職
- 1998年3月　交流協会台北事務所代表
- 2002年2月　同退任